# Günther Huber (pilote automobile)
Pour les articles homonymes, voir Günther Huber et Huber.
Günther Huber, né le 10 janvier 1942 à Sankt Pölten, est un pilote automobile autrichien de compétitions sur circuits pour voitures de tourisme, de sport, et initialement pour monoplaces (de type FV).

## Biographie
Sa carrière en course s'étale de 1967 (année où il devient Champion de Formule Vee sur Austro Beach) à 1972 (12e lors des 12 Heures de Sebring).
En 1969 il termine deuxième du Championnat d'Europe FIA des voitures de tourisme de Division 3 sur BMW 2002 TI (2 victoires, lors des 4 Heures de Monza organisées par le Jolly Club, et au Prix de Vienne à Aspern), et il obtient deux troisièmes places lors des 6 Heures de Brands Hatch et du Nürburgring. La saison suivante, il remporte les 300 kilomètres du Nürburgring en championnat d'Allemagne des voitures de tourisme, finit deuxième du Grand Prix de Brno, et gagne les 24 Heures de Spa en faisant équipe avec Helmut Kelleners sur BMW 2800 CS Alpina. Lors du Championnat du monde des voitures de sport 1971, il s'impose en catégorie Grand Tourisme aux 1 000 kilomètres de Monza et de Spa, associé à l'Allemand Erwin Kremer. La même année il termine 10e des 24 Heures du Mans avec le luxembourgeois Nicolas Koob (de) et toujours avec Kremer, sur Porsche 911 S, ainsi que 3e à Brno et au Grand Prix du Nürburgring tourisme.